# إسحاق ك. إيفانز
إسحاق ك. إيفانز (بالإنجليزية: Isaac C. Evans)‏ هو فلاح وسياسي أمريكي، ولد في 17 يناير 1879. حزبياً، نشط في الحزب الديمقراطي. وقد انتخب عضو جمعية ولاية ويسكونسن.